# エティエンヌ・ド・シルエット
エティエンヌ・ド・シルエット（仏: Étienne de Silhouette、1709年7月5日 - 1767年1月20日）は、フランス王国ブルボン朝の貴族。ルイ15世の下で財務総監（財務大臣）を務めた。

## 略歴
フランス中部リモージュで生まれる。父アルノー・ド・シルエットはビアリッツ出身のバスク人であった。10代後半にロンドンに留学し、イギリスの経済などを学ぶ。アレキサンダー・ポープの著書を翻訳して庶民に寄贈したりしていた。
七年戦争が終わった後に財務総監に就任する。先代のルイ14世が対外戦争と浪費に明け暮れたため、フランスは深刻な財政難に陥っていた。シルエット自身には特別な財政再建策があったわけでもなく、国民には贅沢を戒めよと説くだけであり、もっぱら「無能大臣」と呼ばれていた。だが自ら節約に励み、金のかからない影絵によるシンプルな肖像画を編み出した。これが後に「シルエット」と呼ばれる技法である。